# Mahnkopf
Mahnkopf är en bergstopp i Österrike.   Den ligger i distriktet Schwaz och förbundslandet Tyrolen, i den västra delen av landet, 400 km väster om huvudstaden Wien. Toppen på Mahnkopf är 2 094 meter över havet, eller 131 meter över den omgivande terrängen. Bredden vid basen är 0,80 km.
Terrängen runt Mahnkopf är bergig åt sydväst, men åt nordost är den kuperad. Runt Mahnkopf är det ganska tätbefolkat, med 58 invånare per kvadratkilometer.. Närmaste större samhälle är Innsbruck, 18,7 km sydväst om Mahnkopf. 
Trakten runt Mahnkopf består i huvudsak av gräsmarker.